# Cameron Findlay
Cameron Findlay (actuando bajo el alias Kontravoid) es un músico, batería, compositor y productor canadiense. Findlay fue miembro fundador, coproductor y coescritor para la banda Synth pop canadiense Parallels, la cual abandonó en 2011. Su composición original de "Dry Blood" por Parallels fue presentada en los premios Oscar de 2013 ganando el cortometraje Curfew. También ha tocado la batería en Crystal Castles durante 2007-2008. así como en Trust durante 2012.
El álbum debut de Kontravoid fue estrenado en febrero de 2012 en la marca de Toronto Pretty Pretty Records . La canción Native State fue lanzada por la marca hermana Cititrax como un sencillo de 7 minutos más tarde en ese año en julio. Findlay abrió para Crystal Castles en su tour por Norteamérica en octubre y noviembre de 2012, y está actualmente trabajando en un nuevo proyecto llamado VOTIITV.